# 基奈姆
基奈姆（法語：Kienheim，法語發音：[kinaim]）是法国下莱茵省的一个市镇，属于萨韦尔讷区。

## 地理
基奈姆（48°41'19"N, 7°34'44"E）面积3.18 平方千米，位于法国大東部大區下莱茵省，该省份为法国大陆部分最东部的省份，是阿尔萨斯的一部分，今与上莱茵省组成了阿尔萨斯欧洲集体，其南至上莱茵省，西南接孚日省和默尔特-摩泽尔省，西接摩泽尔省，北与德国接壤。
与基奈姆接壤的市镇（或旧市镇、城区）包括：贝尔斯泰、迪尔宁根、古格奈姆。

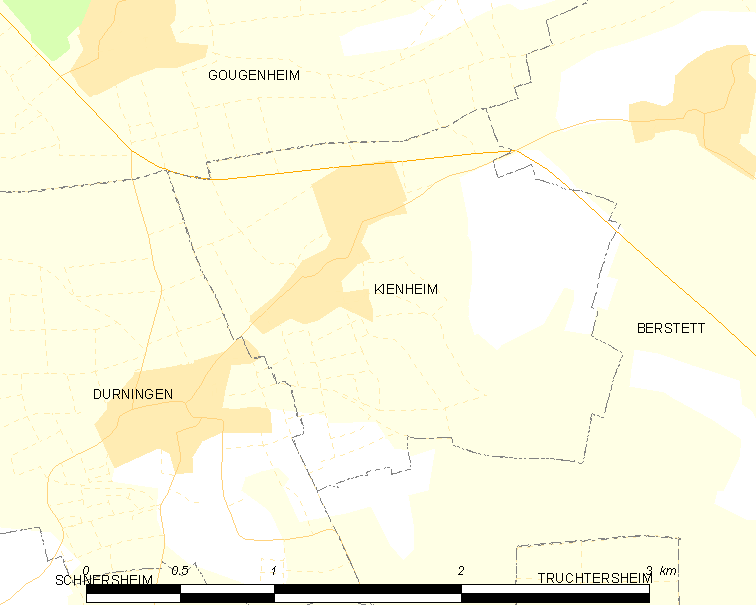
基奈姆的OSM定位图

基奈姆的时区为UTC+01:00、UTC+02:00（夏令时）。

## 行政
基奈姆的邮政编码为67270，INSEE市镇编码为67236。

## 政治
基奈姆所属的省级选区为布克斯维莱尔县。

## 人口

1962-2008年间基奈姆人口变化图示

基奈姆于2022年1月1日时的人口数量为540人。